# Bradypnée
 Mise en garde médicale
La bradypnée, de brady- (ralenti) et -pnée (ventilation), désigne une ventilation ralentie (la respiration « normale » au repos est de 12 à 20 mouvements respiratoires par minute chez un adulte, et 30 mouvements par minute chez un nourrisson). Pour l'Académie de médecine, la limite est à 16 mouvements par minute.
Elle peut être due au froid ou à la concentration en CO2.